# Eucalyptus bridgesiana
Espèce
Classification phylogénétique
Eucalyptus bridgesiana, appelé communément gommier de Bridges, est une espèce de plantes à fleurs du genre Eucalyptus et de la famille des Myrtaceae. C'est un arbre originaire d'Australie.

## Description
Eucalyptus bridgesiana est un arbre qui peut atteindre entre 15 et 25 mètres de haut et de 5 à 7 m de large. L'écorce de la boîte est généralement rugueuse et dans les branches plus minces exposées, l'écorce est de couleur de crème et lisse. Les feuilles juvéniles sont distinctement glauques et de forme ovale. Les feuilles adultes sont lancéolées, concolores vertes à vert-bleu, brillantes et pendantes. Les fleurs blanches paraissent entre janvier et mars en Australie et entre octobre et décembre dans l'hémisphère nord.

## Répartition et habitat
Eucalyptus bridgesiana est présent dans le sud-est de l'Australie, généralement dans les zones boisées herbeuses et près des cours d'eau autour des pentes inférieures de la Cordillère australienne.
En exploitation, il ne tolère pas vraiment les sols fortement calcaires et ses branches ont tendance à cassez facilement lors de fortes rafales de vent, ce qui exclut une plantation dans les régions où le vent est fréquemment violent. Au jardin, un sujet à recépé après une période de gel jusqu'à −11 °C.
Les espèces associées comprennent Eucalyptus pauciflora, Eucalyptus melliodora et Eucalyptus rubida.

## Exploitation
Le bois est doux par rapport aux autres eucalyptus, et est considéré comme pauvre pour le bois de chauffage ou le bois de construction. Cependant, le miel produit par les abeilles se nourrissant des petites fleurs blanches de l'arbre est de haute qualité.
Eucalyptus bridgesiana est une espèce à croissance rapide qui est vraiment ornementale en isolée.

## Source de la traduction
- (en) Cet article est partiellement ou en totalité issu de l’article de Wikipédia en anglais intitulé « Eucalyptus bridgesiana » (voir la liste des auteurs).